# Žďár (okres Jindřichův Hradec)
Žďár (německy Schdiar) je obec v okrese Jindřichův Hradec v Jihočeském kraji. Žije zde 127 obyvatel. Ve vzdálenosti třináct kilometrů leží jihozápadně město Jindřichův Hradec a 22 kilometrů severovýchodně město Pelhřimov.

## Historie
První písemná zmínka o vesnici pochází z roku 1549.

## Obyvatelstvo
| Rok            | 1869 | 1880 | 1890 | 1900 | 1910 | 1921 | 1930 | 1950 | 1961 | 1970 | 1980 | 1991 | 2001 | 2011 | 2021 |
| -------------- | ---- | ---- | ---- | ---- | ---- | ---- | ---- | ---- | ---- | ---- | ---- | ---- | ---- | ---- | ---- |
| Počet obyvatel | 271  | 323  | 274  | 300  | 316  | 308  | 255  | 179  | 157  | 138  | 103  | 71   | 69   | 95   | 114  |
| Počet domů     | 37   | 40   | 42   | 45   | 46   | 47   | 47   | 47   | 46   | 41   | 37   | 45   | 47   | 52   | 64   |

## Obecní správa
Mezi lety 1850–1962 byla Žďár obcí v okrese Pelhřimov (1850–1930), posléze v okrese Kamenice nad Lipou (1950) a později v okrese Jindřichův Hradec. V letech 1963–1992 patřila jako část města k Nové Včelnici a od 1. ledna 1993 je opět samostatnou obcí.

### Části obce
Obec Žďár se skládá ze dvou částí na dvou spolu nesousedících katastrálních územích.
- Malá Rosička (i název k. ú.)
- Žďár (k. ú. Žďár u Nové Včelnice)

## Doprava
Žďárem vede úzkorozchodná železniční trať Jindřichův Hradec – Obrataň č. 228.

## Pamětihodnosti a zajímavosti
Ve vsi stojí kaple se zvoničkou, zasvěcená svatého Janu z Nepomuku.
U kaple se nachází křížek.